# Military payment certificate

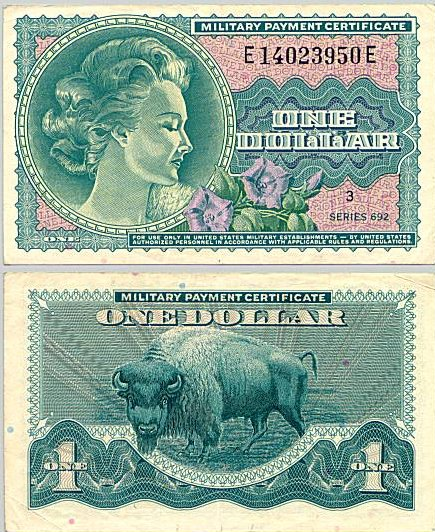
1 Dollar Series 692 (1970–73)

Military payment certificates (MPC), var en form av valuta som användes för att betala anställda inom den amerikanska militären i vissa utländska länder. Valutan användes från några månader efter andra världskriget till några månader efter att USA:s deltagande i Vietnamkriget upphört, det vill säga från 1946 till 1973. Femton serier av MPC-sedlar skapades, varav dock endast 13 trycktes. De sista två serierna förstördes huvudsakligen, endast ett fåtal sedlar kvarstår. Totalt har 94 olika sedelvarianter getts ut (eftersom samma valörer kan ha getts olika bilder). De flesta av dem, med några få undantag, kan köpas till låg kostnad.